# Robat Karim (Verwaltungsbezirk)
Robat Karim (persisch شهرستان رباط کریم) ist ein Schahrestan in der Provinz Teheran im Iran. Er enthält die Stadt Robat Karim, welche die Hauptstadt des Kreises ist.

## Demografie
Bei der Volkszählung 2016 betrug die Einwohnerzahl des Kreises 291.516. Die Alphabetisierung lag bei 90,8 Prozent der Bevölkerung. Knapp 88 Prozent der Bevölkerung lebten in urbanen Regionen.
| Zensusjahr | Einwohnerzahl |
| ---------- | ------------- |
| 2011       | 195.917       |
| 2016       | 291.516       |